# Twombley-Gletscher
Der Twombley-Gletscher ist ein 10 km langer Gletscher in der antarktischen Ross Dependency. Er fließt von der Nordseite des Kent-Plateaus zur Südseite des Byrd-Gletschers.
Das Advisory Committee on Antarctic Names benannte ihn 1965 in falscher Schreibweise nach Chester E. Twombly (1918–1984) vom United States Weather Bureau, ein Mitglied der Überwinterungsmannschaft auf der Station Little America V im Jahr 1956.